# کرهوویتسه
کرهوویتسه (به چکی: Krhovice) یک منطقهٔ مسکونی در جمهوری چک است که در ناحیه زنویمو واقع شده‌است. کرهوویتسه ۸٫۱۲ کیلومتر مربع مساحت و ۵۰۳ نفر جمعیت دارد و ۲۰۴ متر بالاتر از سطح دریا واقع شده‌است.